# Hans Bjerrum
Hans Adolf Bjerrum (8 settembre 1899 – 10 maggio 1979) è stato un hockeista su prato danese.

## Palmarès

### Olimpiadi
- 1 medaglia:
  - 1 argento (Anversa 1920)